# Giuvărăști
Giuvărăști – wieś w Rumunii, w okręgu Aluta, w gminie Giuvărăști. W 2011 roku liczyła 2381 mieszkańców.